# 10-07: Дело Зевса
10-07: Дело Зевса (фр. 10-07: L'affaire Zeu) — телесериал Канады, транслируемый в 1995 году на телеканале TQS.

## Сюжет
Филипп Надо (фр. Philippe Nadeau) и Томас Сен-Марс (фр. Thomas Saint-Mars) — единственные полицейские, проявившие интерес к расследованию загадочной смерти фармацевта на подземной парковке в центре Монреаля. В отчёте о вскрытии говорится, что смерть наступила в результате сердечного приступа, но сослуживец фармацевта не верит в эту версию. Расследование примет чрезвычайно важные масштабы и откроет путь к неожиданным секретам.